# زبان‌شناسی تاریخی
زبان‌شناسی تاریخی (به انگلیسی: Historical linguistics) یا زبان‌شناسی در زمانی (به انگلیسی: Diachronic linguistics)، به دانش مطالعهٔ تغییرات زبان‌ها در گذر زمان گفته می‌شود. زبان‌شناسی تاریخی، نه‌ تنها برای پی‌بردن به دینامیک و چگونگی عملکرد پدیدهٔ بروز تغییرات در زبان‌ها، اهمیت دارد، در مقیاسی بالاتر و کلی‌نگرانه‌تر، در جهت فهم طبیعت زبان‌های انسانی، مفید و حیاتی است؛ چراکه زبان‌ها به‌هیچ‌وجه، ثابت و استاتیک، نیستند بلکه به‌طور مداوم و پیوسته در حال نشوونما، جریان و شارش می‌باشند.
بررسی خانواده‌های زبانی در حوزه زبان‌شناسی تاریخی، قرار دارد.
زیررده‌های زبانشناسی تاریخی:
- زبان‌شناسی تطبیقی
- ریشه‌شناسی
- گویش‌شناسی
- واج‌شناسی
- علم صرف یا ریخت شناسی

## تغییرات آوایی
هرچند با گذشت زمان، تمامی مؤلفه‌های دستوریِ زبان می‌تواند دچار تغییرات گردد، برخی از انواع دگرگونی‌ها پی‌آمدها و اثرات آشکارتری را بروز می‌دهند.

## تغییرات واژگانی و معنایی
یکی دیگر از انواع تغییرات دگرگونی‌هایی است که می‌تواند در دایره لغات و واژگان (lexicon) یک زبان وارد گردد. روند بروز تغییرات واژگانی در زبان‌ها به صور مختلف و در جهات گوناگون ممکن است اتفاق بیفتد. اغلب اوقات این پدیده می‌تواند انعکاس تعاملات، تحولات، و داد و ستدهای نوین فرهنگی ما بین ملل گوناگون باشد.

## پانوشته‌ها
1. ↑  Flux